# Grimpow. Das Geheimnis der Weisen
Grimpow. Das Geheimnis der Weisen (spanischer Originaltitel Grimpow. El secreto de los sabios) ist ein historischer Fantasyroman des spanischen Schriftstellers Rafael Ábalos, der im Jahr 2005 beim Montena Verlag veröffentlicht wurde. Die deutsche Erstausgabe in der Übersetzung von Ilse Layer und Elisabeth Müller erschien 2007 beim cbj Kinderbücher Verlag.

## Inhalt
Im Winter 1313 findet der 15-jährige Grimpow bei der Kaninchenjagd die gefrorene Leiche eines unbekannten Ritters. Der Junge verständigt seinen Freund Durlib, einen Dieb, mit dem er in einer Hütte in den Bergen von Brinkum lebt. In der Hand des Verstorbenen befindet sich ein geheimnisvoller Stein, der Grimpow ungeahnte Weisheit vermittelt. Weiters finden die beiden eine Botschaft, die Grimpow mit Hilfe des Steins problemlos versteht, obwohl der Brief in Latein verfasst ist. Die Nachricht soll an einen gewissen Aidor Bilbicum in Straßburg übermittelt werden. Die Leiche löst sich kurz darauf in Nichts auf. Grimpow und Durlib machen sich sogleich auf den Weg. Sie übernachten in der Abtei Brinkum. Allerdings trifft dort kurze Zeit später auch Burumar de Gostelle, der Inquisitor von Lyon und Gesandte von Papst Clemens V., zusammen mit seinen Soldaten ein, die schon seit einiger Zeit hinter dem toten Ritter und dessen Geheimnis her sind. Durlib verlässt Grimpow, weil er nicht möchte, dass der Junge eines Tages so wie er am Galgen landet. Ein Mönch verrät Grimpow, dass er durch den Stein des verstorbenen Ritters in den Besitz des wertvollsten Gutes gelangt sei, das die Tempelritter einst bei der Rückkehr aus Jerusalem bei sich hatten. Grimpow wird bei den Mönchen in diverse Wissenschaften wie Astronomie und Alchemie eingeführt, ehe er sich dem Ritter Salietti de Estaglia als dessen Schildknappe anschließt, der bei einem Ritterturnier in der Nähe von Straßburg teilnehmen möchte. Salietti gelingt es, das Turnier zu gewinnen und im Zuge dessen die wunderschöne Weynelle Labox zu befreien. Wie sich herausstellt, hatten sich Weynelles verstorbener Vater und der von Salietti gekannt. Letzterer entpuppt sich zudem als jener Edelmann, den Grimpow tot im Schnee gefunden hat. Die Väter waren zu ihren Lebzeiten Mitglieder eines Geheimbundes namens Ouroboros. Zu dritt machen sich Gimpow, Salietti und Weynelle daraufhin auf, um mit Hilfe des Steins das Geheimnis der Weisen zu lüften. Immer wieder müssen sie zum Erreichen dieses Ziels rätselhafte Aufgaben lösen, geheimnisvolle Kryptogramme entschlüsseln und gefährliche Hindernisse meistern. Auf ihrem abenteuerlichen Weg werden sie zwischenzeitlich getrennt und Salietti kommt beim Kampf um die Burgen des Steinkreises beinahe ums Leben. Schwerverletzt stößt er in Reims wieder auf Grimpow und Weynelle. Von dort geht es weiter nach Paris und nach Chartres, wo es ihnen in der dortigen Kathedrale schließlich gelingt, mit Hilfe des Steins das Geheimnis der Weisen zu lüften.

## Rezeption
Estella Borrego del Castillo schreibt in ihrer Buchrezension: „Dieser phantastische Jugendroman über die Erlebnisse eines wissensdurstigen Teenagers ist ein historisch fundierter, abenteuerlicher Thriller – und gleichzeitig das ideale Gegengift für schlechte Texte. Das Buch wurde über Nacht zum Erfolg […] Die Grenze zwischen Jugend- und Erwachsenenliteratur verschwimmt hier – falls sie überhaupt existiert. Der Roman ist voller Geheimnisse, ist originell und intelligent, vermittelt universelle Werte und begeistert Leser jeden Alters.“ Kirkus Reviews befindet über den Roman: „Rafael Abalos' Grimpow ist eine Geschichte von angenehmer Komplexität, ein Sammelsurium von Charakteren, mit denen man nicht unbedingt einen lockeren Abend verbringen möchte, und ein Geheimnis, dessen Zugang fast unsichtbar ist.“ Roswitha Budeus-Budde schreibt in der Süddeutschen Zeitung: „Bis Grimpow das Geheimnis des Steins entschlüsselt hat, der ihm die Zukunft der Menschheit zeigt, muss sich der Leser auf einen farbigen Erzählteppich von 500 Seiten einlassen. Für geübte Kinder und Jugendliche ein Lesespaß, denn die breitangelegte Handlung ist in viele Dialoge und spannende Szenen aufgelöst.“ Barbara Foraker bemängelt in ihrer Rezension in Library Media Connection die Länge des Romans und seine oftmals repetitive Sprache, die Ábalos verwendet, um den teils komplexen Sachverhalt zu erklären. Zudem findet sie, dass es eine spannendere Idee geben hätte können, als mit einem Stein der Weisen das Geheimnis der Weisen zu lüften.

## Referenzen
Grimpow. Das Geheimnis der Weisen ist in dem literarischen Nachschlagewerk 1001 Kinder- und Jugendbücher – Lies uns, bevor Du erwachsen bist! für die Altersstufe 12+ Jahre enthalten.

## Ausgaben
- Grimpow. El secreto de los sabios. Montena, Spanien 2005 (spanisch).
- Grimpow. Das Geheimnis der Weisen. cbj, 2007.